# 人類多地起源說
現代人類多區域起源說（英語：Multiregional origin of modern humans，又譯多地起源說）是一個用來解釋人類演化的科學模型。该学说的现代版本称为多地进化（英語：multiregional evolution）；多地起源或多区域假说；或多中心假说（英語：polycentric hypothesis），吴新智等中国学者一般称为多地区进化说。
該假说認為，人類最初是在距今兩百萬年前的更新世初期興起的，而且在後續的人類演化中，維持著一個單一的、連續的人類物種。這個物種涵蓋了古老的人屬形式，如直立人和尼安德塔人，以及現代的形式，在世界各地發生演變，成為目前不同人群的現代智人。該理論聲稱，人類是透過在世界各個不同區域之內的適應，再加上那些區域之間的基因流動，兩相結合而發生演化。“中心边缘”模型的克隆变异机制允许整个更新世的遗传漂移、基因流和自然选择之间的必要平衡，以及作为全球物种的整体进化，但同时在某些形态特征保持区域差异。
人類多地起源說可追溯到德國學者魏敦瑞，多區域假說這名稱最初是由美國人类学家沃波夫（Milford H. Wolpoff）、索恩（Alan Thorne）和中国人类学家吳新智於1984年提出的，有学者在2003年进行了修订。在修订后的形式中，它与同化模型类似。多地起源說目前仅由少数人类学家支持，多数人类学学者支持人类单地起源说。該學說同樣認為人類起源於非洲，只不過賦予了基因交流更加重要的地位，與多地起源說不同的是，單地起源說認為現代人的起源是晚近的，約5萬年前走出非洲的人完全取代了其他地區的人類，現代人作為一個物種是約5萬年前出現的，而多地起源說認為現代人的起源可以追溯到更早的時期，約200萬年以來的所有人類都屬於同一個物種，現代人只是這同一物種下的一個群體，5萬年前走出非洲的人並沒有完全取代其他地區的早期人類（這些早期人類也是非洲起源的）而是與早期人類有基因交流共同塑造了現代人類。該學說有化石證據、考古證據和部份基因證據支持，支持該學說的學者認為人類演化比單地起源說所認為的簡單的“完全取代”模型更為複雜。

## 历史
多區域演化的概念可回溯到1930年代德國人類學家魏敦瑞，他發現古代人類北京人化石和目前在中國的現代人類有很多相似特徵。魏敦瑞將這個「亞洲假說」整合在多區域假說之中，延伸到其他區域，將舊世界的各個人類群體之間的基因流動納入他的理論，這影響今天許多的人類學家。人類的種族是由各地的古代直立人獨自演化為今天的智人；與此同時，基因流動發生在不同的人類群體之間。

1960年代，美國哈佛大學人類學家卡爾頓·庫恩便有類似多地起源說的理論。庫恩認為現代人是由五種不同的人類平行演化而來 (高加索人种、刚果人种、開普敦人種、蒙古人种和澳大利亚人种)。庫恩又認為一些種族比其他種族要早演化進入現代人的階段，導致一些人類的文明要進步於其他文明。他認為：高加索人種和蒙古人種要優越於其他人種。該理論在1960年代中期非常不受歡迎，被認為有正當化種族隔離之嫌，庫恩因此被迫辭去美國體質人類學會會長的職務。

這張圖採用人類演化的多區域理論，詳細介紹了現代人類的演化過程。水平線代表在不同區域世系的「多區域演化」之間的基因流動。在魏敦瑞所繪製的原始圖形（比這張圖更精確），在各個群體之間也有對角線，例如，在非洲直立人及古亞洲人之間，以及亞洲直立人與古代非洲人之間。（正如沃波夫所稱的）這創造了一個「格子」（或「網絡」，強調地理區域和時間內的基因流動。重要的是記住圖表上的群體並不是離散的──也就是說，他們並不代表著相異的物種，而是在歷經廣泛基因流動的同一支漫長世系之中的不同樣本。

在1980年代，美國密西根大學教授沃波夫（Milford H. Wolpoff）最早使用「多地起源說」（Multiregional hypothesis）這名詞。他運用這套理論解釋在各個區域，古代人類與現代人類之間的相似性，他們稱之為「區域連續性」（regional continuity）。
多区域假说由沃波夫（Milford H. Wolpoff）、索恩（Alan Thorne）和中国古人类学家吴新智于1984年提出。
吴新智於1998年提出「連續進化附帶雜交」理論以描述中國人類的起源。他認為中國人的起源模式有区别，东南亚、澳洲、美洲的模式及它们与非洲的关系也不尽相同，是完全取代、连续进化还是融合同化，不能用同一种模式概括所有现代人的起源，不同模式在各地人类起源过程中的作用并不相同。
此外，美国北伊利诺伊大学的遗传学家史密斯也提出了一个折衷的同化模型，认为从非洲出发的扩张和各人群之间的遗传交流在人类进化过程中都起过重要作用。

## 各地人类起源和争论

### 中国古人类
通过考古学家的工作，在中国已经发现了800万年前的禄丰古猿，200万年前早期直立人巫山人，170万年前的元谋人，115万年前的蓝田人，50万年前的北京人和郧县人，30万年前的安徽和县人和南京汤山人，10万-20万年前的早期智人辽宁金牛山人、陕西大荔人、安徽含银山人、山西许家窑人、丁村人、广东马坝人、湖北长阳人，1万-4万年前的晚期智人如广西柳江人、内蒙古河套人、北京山顶洞人、云南丽江人、四川资阳人、贵州穿洞人、陕西黄洞人等等。原本存在两个缺环：一个是没有发现更早的直立人化石和人类近祖南方古猿化石，另一个是没有发现距今5-10万年的智人化石。但2008年1月22日，國家文物局在北京召開記者會宣布：在河南许昌灵井旧石器时代遗址第四纪晚更新世早期地层中發現距今8万～10万年间的较完整的古人类許昌人头盖骨化石，填補了东亚沒有5-10萬年前的人類化石的空白。这是一个近乎完整的人类进化系统，除了非洲大陆外，东亚也是大致上连续不断的古人类化石发现地。因此，有相当数量的亚洲古人類學家认为现代东亚人是独立起源于东亚的。在特征上，也显现出东亚人和非洲人的不同，比如“东亚人为两面坡形头顶，而非洲人呈圆弧状；智齿，非洲人统统都有，而东亚人中有的人没有；夹紧状的鼻梁非洲人没有而东亚人有；非洲现代人没有下颌圆枕，而现代东亚人就有人有。”再比如，“北京猿人的头顶呈两面坡状，有下颌圆枕，这正符合现代东亚人的特征，所以，北京猿人是东亚人的祖先更合理一些。”。
还有亚洲学者对古人类体质特征和旧石器时代文化进行了系统研究后指出，尽管存在外来的基因交流和文化交流，东亚现代智人形成过程中连续进化仍是主流。东亚人从古人类到现代人的体质特征是一脉相承的，并未出现被非洲古人类取代从而造成的体质上的改变，北京直立人（过去称北京猿人）身上的一些特征在现代华北人身上仍有反映，现代东亚人并没有出现非洲人的体质特征。中国的旧石器时代文化、新石器时代文化、原始社会文化等等都是一脉相承，没有出现断层或大的改变
这一理论与一些基因研究结论矛盾。1990年代，中國遺傳學者陈竺和金力的遗传学研究指出現代亞洲人與古代亞洲直立人之間並沒有直接關係存在；現代的东亚人是約5萬年前由非洲遷徙而來的人類後代。同时期的吴新智则于1998年建立了“连续进化附带杂交”的东亚人起源模型，成为本土起源说的最新发展。2005年，吴新智发表论文回应称，化石證據和旧石器证据支持现代人起源的多地区进化说，基因證據则不一定支持單地起源說。 吴新智认为，目前的基因研究有所不足，化石证据效力比基因更高。但是，大多数的学者仍然认为，从基因研究人类起源的可信度是最高的，化石、外形并不能作为有较接近血缘关系的证明，认同本土起源理论，直接否定了分子生物学的理论，实质就是在否定世界生物学界自1944年以来以基因研究为基础而建立的分子遗传学。但實際上，吳新智在《与中国现代人起源问题有联系的分子生物学研究成果的讨论》就已經指出，5萬年前的非洲起源論源於對Y染色體的研究，而當代分子生物學希望研究所有染色體的演化，分子生物學的最新研究成果表明人類演化具有複雜性，“完全取代”模型過於簡單，如果能證明200萬年來人類不斷接受走出非洲的人的基因，則化石證據與基因證據是可以協調的，化石證據也是證據，不能簡單否定。
此外，該文還有以下觀點：
第一，引用其他學者的結論，指出22號和1號常染色體以及X染色體的研究否定“完全取代說”
第二，引用其他學者論文認為進化過程中基因會發生轉移，分子演化速率並不恒定，而基因突變速率恒定和基因在進化中沒有發生轉移的假設是“現代人近期出非洲說”的基礎
第三，引用其他學者論文認為不同學者對最近共同祖先的出現年代差距很大，從500萬年到59000年都有
第四，引用Yu的觀點，認為人類基因組的每一個位點僅能捕捉人類歷史的一個片段，不同位點具有不同的譜系，不同位點得出的結論可能衝突
第五，人類具有數萬個基因，基因如何表達為化石所顯示的連續形態特徵目前知之甚少，也許不同研究中定出的不同的最近共同祖先時間代表著不同形態特徵在現代人身上出現的年代
第六，引用Templeton的研究，指出存在一定程度的“走入非洲”的基因交流，並提出疑問“是否非洲人的一些基因變異是更早前從歐亞等地傳入的”，認為也許並不是只有走出非洲這個單向模式而已。
中国科学院古脊椎动物与古人类研究所研究员高星等人從考古學的角度論述了中國舊石器時代特徵的連續性，指出這種連續性難以用“完全取代說”解釋，並用考古學、古生物學和古氣候學的研究否定了“完全取代說”認為的10~4萬年前東亞地區古人類完全滅絕的論斷。高星指出现代东亚人的祖先可能既包括非洲智人，也包括不同时期进入东亚的其他人群以及更早的东亚人。此外他們還認為，物種是定義在生殖隔離之上的，化石無法告訴我們古人類（無論是200萬年前還是5萬年前）與現代人類是否有生殖隔離，基因研究也未能精確知道基因差異多大就會產生生殖隔離，因此，認為現代人是約5萬年前形成的物種證據不充分，很可能在直立人階段開始，人類都屬於同一個物種。2010年以來的發現表明，原先認為完全滅絕的尼安德特人、丹尼索瓦人等早期人類對現代人的基因也有少量貢獻，一部份支持“完全替代說”的學者轉而支持“部份替代說”，對古人類的遺傳學研究實際上是基於一些假設的前提，從現生人群的遺傳變異做溯源推導，並不是直接將古人類的基因與現代人的基因做比較，因此其結論具有推論性，由於中國古人類尚無發現存留的遺傳物質可供檢驗，因此難以直接比較現生人類與中國古人類的基因差異，也無法直接得知中國古人類的基因是否有留存以及留存多少到現生人類當中。
此外，美国北伊利诺伊大学的遗传学家史密斯也提出了一个折衷的同化模型，认为从非洲出发的扩张和各人群之间的遗传交流在人类进化过程中都起过重要作用。他们认为：西欧和东亚人的起源模式有区别，东南亚、澳洲、美洲的模式及它们与非洲的关系也不尽相同，是完全取代、连续进化还是融合同化，不能用同一种模式概括所有现代人的起源，不同模式在各地人类起源过程中的作用并不相同。
而中南大學亦在2019年和2020年在bioRxiv上發表了兩篇論文指基因證據顯示東亞人的祖先可能並非源自非洲而是亞洲，並認為與非洲起源說有衝突。

### 尼安德塔人
1997年通过DNA測試分析尼安德塔人的頭骨，报告指出現代人與尼安德塔人的共同祖先至少是在50~80萬年前的古代猿人。另一种观点则认为，所有的現代人種間的差異均比與尼安德塔人的差異為小，尼安德塔人不是早期人类的一支，它只是一个独立的灵长类物种。
西班牙人类进化国家研究中心Maria Martinón-Torres等人的研究认为，欧亚人齿型发展具有连续性，这显示欧亚与非洲大陆的演化过程，很长一段时间相对上保持独立。他们认为，“欧亚人类族群的历史并非起因于几次来自非洲影响深远的人类扩散交替浪潮，而是因为一个更复杂的迷团，大陆内外族群间出现扩散与接触。”

### 澳大利亚古人类
澳洲人类学家阿兰·索恩等人的研究发现，澳洲一具現代人的古人类化石遗骨的人类遗传物质和源自非洲的早期现代人类的古老DNA在遗传上没有联系。他们认为，在澳洲出现的早期现代人，其演化路线独立于非洲古人类之外。

## 争议
亞洲直立人與東亞蒙古人種具有的箕形門齒，或稱鏟形門齒，是常見的證據，用來證明蒙古人種起源自直立人。英國考古學者Chris Stringer分析北非瓦迪哈勒法的古人類化石，發現約有70%具有這個特徵。而且這個特徵在非洲古人類化石中也可以找到，並不是只專屬於中國人。
有人認為：多地起源說不是基於客觀的科學研究，而是基於種族優越感，以灌輸人種間血統純粹性的教育。
现代中国政治历史学家詹姆斯·莱布尔德认为，对吴新智的“连续进化附带杂交”模式的支持主要植根于中国的民族主义。沙伯力和舒喜乐发表文章认为，中国古人类学是中国种族民族主义的工具，为此中国科学院古脊椎动物与古人类研究所研究员杜靖专门发表文章反驳，文中指出：
第一，支持多地区连续进化说的中国学者同样认为人类（包括北京猿人在内）最早起源于非洲，不同点仅仅是多地区连续进化说认为北京猿人等原始人类与现生中国人有一定关系而不是全然无关，既然同样都认为人类源于非洲，那这显然不是基于中国民族主义
第二，多地区连续进化说包含了基因交流学说在内，反对者往往过度侧重连续性的层面而回避其“附带杂交”的基因交流层面内容
第三，多地区连续进化说基于化石证据，化石证据也是证据，不能因为与基因研究有一定冲突就简单否定其存在
第四，文中说Yu和Templeton认为“任何DNA都代表一个时间片段”，并引用了吴新智的论文《与中国现代人起源问题有联系的分子生物学研究成果的讨论》，而吴新智的论文中则指出“完全替代说”仅仅是对Y染色体研究的结论，而近年的分子生物学则希望全面认识所有染色体的演化，一些分子生物学家逐步放弃简单的“完全替代说”，提出更加复杂的人类演化模型，如果将来能证明200万年来（而不是10万年来）因为基因交流逐步接收非洲基因，化石证据和基因研究是可以协调的
第五，多地区连续进化说是中外学者共同提出的学说，并不是中国人独自提出
第六，沙伯力和舒喜乐作为人文社会科学家并没有深入古人类学研究中，其观点是西方对东方的想象和建构，对中国古人类学家进行妖魔化，将中国作为一个对立面。